# Gian Franco Campobasso
Gian Franco Campobasso (Foggia, 23 novembre 1942 – Napoli, 15 ottobre 2003) è stato un giurista italiano.

## Biografia
È stato uno dei massimi esperti di diritto commerciale e bancario in Italia. 
Dopo aver insegnato nelle Università di Bari e Teramo, nel 1980 assunse la cattedra di Diritto Commerciale presso la Facoltà di Giurisprudenza dell'Università degli Studi di Napoli Federico II e in seguito presso la Facoltà di Giurisprudenza della Seconda Università degli Studi di Napoli, dove è annoverato tra i padri fondatori dell'Ateneo.
Tra le numerose pubblicazioni, la più nota e tuttora in uso in varie università italiane, rimane il suo "Manuale di Diritto Commerciale", iniziato nel 1986 con la pubblicazione del primo di tre volumi, che è stato riedito in nove edizioni.
Nel 2001 ne pubblicò una versione ridotta che giunse alla terza edizione nel 2004. Il testo si segnala per un taglio moderno ed un'esposizione originale del diritto commerciale, con molteplici parallelismi tra problematiche commercialistiche ed economiche, pressoché assenti nella manualistica edita fino a quel momento. Tra i numerosi pregi dei volumi, si segnala il carattere divulgativo, che ne fa un'opera di riferimento per teorici e pratici della disciplina. Nel 1988 fu fra i soci fondatori dell'Associazione europea per il diritto bancario e finanziario (AEDBF), di cui ricoprì per primo il ruolo di presidente della sezione italiana.

## Pubblicazioni
- Gian Franco Campobasso, Diritto commerciale, Torino: UTET
- Gian Franco Campobasso, Coobbligazione cambiaria e solidarietà disuguale, Napoli: Jovene, 1974
- Gian Franco Campobasso, Bancogiro e moneta scritturale, Bari: Cacucci, 1979
- Gian Franco Campobasso (a cura di), L'Eurosim: D.lgs. 23 luglio 1996, n. 415: commentario, Milano: A. Giuffre, 1997
- Gian Franco Campobasso (a cura di), La cambiale, Milano: A. Giuffré, 1998
- Gian Franco Campobasso, Manuale di diritto commerciale, Torino: UTET, 2001
- Gian Franco Campobasso (a cura di), Testo unico della finanza: D.lg. 24 febbraio 1998, n. 58: commentario, Torino: UTET, 2002
- Gian Franco Campobasso (a cura di), Armonie e disarmonie nel diritto comunitario delle società di capitali, Milano: A. Giuffré, 2003
- Gian Franco Campobasso, La riforma delle società di capitali e delle cooperative, Torino: UTET, 2003